# 福井市円山小学校
福井市円山小学校（ふくいし えんざんしょうがっこう）は、福井県福井市北四ツ居3丁目にある公立小学校。

## 学校周辺
- 福井自動車学校
- 福井県立病院
- 福井市大東中学校

## 著名な出身者
- 津田寛治（俳優）[1]